# Рафаель Гарсія
Рафаель Гарсія (ісп. Rafael García, нар. 14 серпня 1974, Мехіко) — мексиканський футболіст, що грав на позиції півзахисника.
Виступав, зокрема, за клуби «УНАМ Пумас» та «Толука», а також національну збірну Мексики.

## Клубна кар'єра
Вихованець клубу «УНАМ Пумас». У 1992 році він дебютував за клуб у чемпіонаті, але лише через два роки став основним гравцем клубу. У рідній команді він провів п'ять з половиною сезонів, але не досяг великого успіху. Він зіграв 128 матчів і забив 18 голів.
У січні 1998 року Рафаель переїхав до клубу «Толука». У тому ж році він виграв Верано чемпіонату Мексики, перший в його кар'єрі, а також повторив цей успіх в 1999 році і у 2000 році. У 2002 році Толука та Гарсія виграла Апертуру Мексики. Загалом Рафаель у «Толуці» провів шість з половиною років, і за цей час він зіграв у 200 матчах у лізі та забив 23 голи.
Влітку 2004 року перейшов у «Крус Асуль», але наступного року перейшов у «Атлас», де провів один сезон, після чого повернувся в «Крус Асуль».
Завершив професійну ігрову кар'єру у клубі «Веракрус», за команду якого виступав протягом 2007—2008 років.

## Виступи за збірні
Залучався до складу збірних Мексики різних вікових категорій. Був учасником юнацького (U-17) чемпіонаті світу 1991 року та молодіжного чемпіонату світу у 1993 році, а також Літніх Олімпійських ігри 1996 року.
7 лютого 1996 року дебютував в офіційних іграх у складі національної збірної Мексики, програвши 1:2 матч проти Чилі.
Наступного року Гарсія представляв Мексику на Кубку Америки 1997 року у Болівії, на якому команда здобула бронзові нагороди, зігравши в чотирьох матчах, але не був включений у заявку на чемпіонат світу 1998 року. Після призначення Мануеля Лапуенте тренером збірної, Гарсія знову став викликатись в збірну, взявши участь у Кубку Америки 1999 року у Парагваї, на якому команда здобула бронзові нагороди, та домашнього Кубку конфедерацій 1999 року, здобувши того року титул переможця турніру.
У 2002 році він був включений Хав'єром Агірре на чемпіонат світу 2002 року в Японії і Південній Кореї, проте зіграв лише 14 хвилин у матчі з Італією (1:1). 
Гарсія залишився в команді і при новому тренеру Рікардо Лавольпе, допомагаючи Мексиці перемогти на Золотому кубку КОНКАКАФ 2003 року у США та Мексиці, забивши в чвертьфіналі проти Ямайки. Незважаючи на те, що він також зіграв на Золотому кубку КОНКАКАФ 2005 року у США та п'ять відбірних матчів на чемпіонаті світу 2006 року, він так і не зіграв на самому турнірі у Німеччині жодної хвилини. Гарсія провів свій останній матч у збірній проти Нідерландів (2:1) 1 червня 2006 року.
Протягом кар'єри у національній команді, яка тривала 11 років, провів у формі головної команди країни 52 матчі, забивши 3 голи.

## Тренерська кар'єра
Після закінчення ігрової кар'єри працював асистентом тренера у «Атласі», «Хагуарес Чьяпасі» та Америці (Мехіко).
2017 року став головним тренером «Пуебли». На чолі команди він провів 10 матчів чемпіонату (одна перемога, чотири нічиї і п'ять поразок), а в Кубку MX його клуб вилетів на груповому етапі, будучи на третьому місці у групі 4 з чотирма командами. Через незадовільні результати Гарсію було звільнено 26 вересня 2017 року

## Досягнення
- Чемпіон Мексики: Верано 1998, Верано 1999, Верано 2000, Апертура 2002

### У збірній
- Срібний призер Панамериканських ігор: 1995
- Переможець Кубка конфедерацій: 1999
- Переможець Золотого кубка КОНКАКАФ: 2003
- Бронзовий призер Кубка Америки: 1997, 1999